# Tiranet orellut verd-i-groc
El tiranet orellut verd-i-groc (Phylloscartes flavovirens) és un ocell de la família dels tirànids (Tyrannidae).

## Hàbitat i distribució
Habita el bosc obert i la selva pluvial de l'est de Panamà.